# Bolivijski znakovni jezik
Bolivijski znakovni jezik (ISO 639-3: bvl; Lenguaje de Señas Bolivianas, LSB), znakovni jezik gluhih osoba Bolivije kojim se služilo svega 350 do 400 ljudi (1988 E. Powlison) u Cochabambi, La Pazu, Riberalti i Santa Cruzu. Broj korisnika danas je znatno veći.
Prva knjiga LDB-a izdana je 1992, a imala je više od 90% znakova iz ASL-a. Populacija gluhih osoba u Boliviji iznosi oko 46 800, a postoji 9 institucija za gluhe i oko 25 škola za gluhu djecu. Temelji se na američkom znakovnom jeziku [ase].

## Vanjske poveznice
- Ethnologue (14th)
- Ethnologue (15th)